# Dominique Celle
Pour les articles homonymes, voir Celle.
Dominique Celle, né le 10 décembre 1959 à Condrieu (Rhône), est un coureur cycliste français. Professionnel en 1983,, il s'est surtout distingué par sa victoire au Trophée des grimpeurs (course "open") en 1981, sous les couleurs de l'équipe de France amateurs.  
Son grand frère Denis a également été coureur cycliste.

## Palmarès
- 1977
  - Grand Prix de la Tomate
- 1979
  - 2e de Dijon-Auxonne-Dijon
- 1980
  - Championnat du Lyonnais
  - 2e du championnat de France sur route amateurs
- 1981
  - Trophée des grimpeurs
  - Grand Prix de Cours-la-Ville
  - 2e du Circuit du Cantal
  - 2e du Circuit Berrichon
- 1982
  - Circuit des Monts du Livradois
  - Tour du Pays de Gex
  - 2e du Grand Prix des nations amateurs
- 1984
  - 3e du Grand Prix de Vougy
- 1986
  - Grand Prix de Cours-la-Ville
  - 3e du Grand Prix du Cru Fleurie
- 1987
  - Grand Prix de Saint-Symphorien-sur-Coise
  - Grand Prix de l'Équipe et du CV 19e
  - 2e de la Flèche d'or européenne (avec Patrick Vallet)
- 1988
  - 3e du Grand Prix de Puy-l'Évêque
  - 3e du Grand Prix de Saint-Symphorien-sur-Coise